# 羅克瓦爾鎮區 (伊利諾伊州奧格爾縣)
羅克瓦爾鎮區（英語：Rockvale Township）是位於美國伊利諾伊州奧格爾縣的一個行政鎮區。

## 地方資料
根據2010年美國人口普查的數據，羅克瓦爾鎮區的面積為92.30平方千米，當中陸地面積為90.00平方千米，而水域面積為2.30平方千米。當地共有人口1705人，而人口密度為每平方千米18.47人。